# Fritscheho arboretum

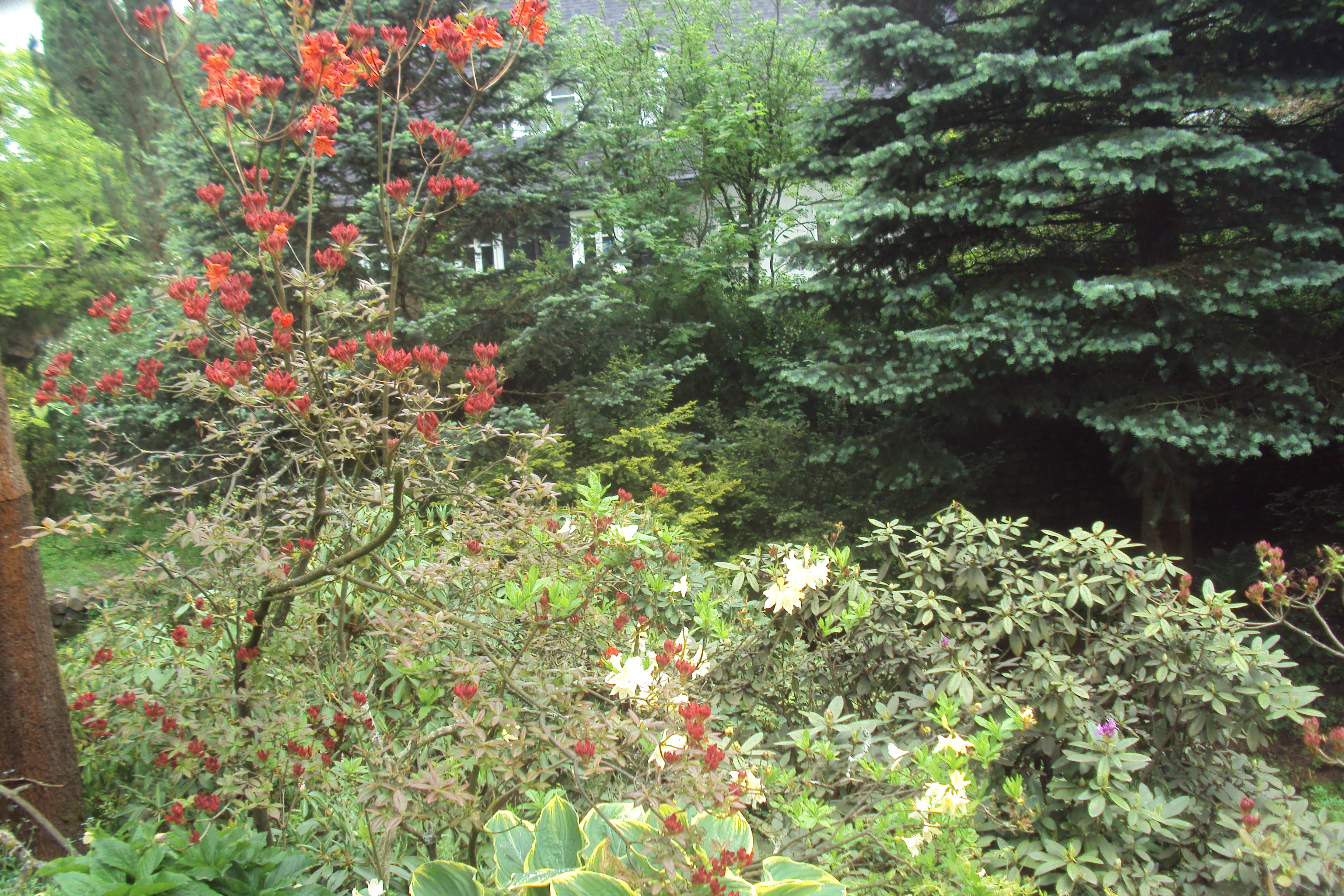
Fritscheho arboretum

Fritscheho arboretum je východně od města Krásná Lípa v okrese Děčín v Ústeckém kraji, na jihovýchodním okraji vesničky Sněžná. Na jaře vyniká zejména mnoha rododendrony, na podzim rozmanitostí barev listnatých stromů.

## Popis
Jedná se o kombinaci veřejně přístupného, neoploceného soukromého zahradnictví s několika rybníčky, s parkovou úpravou a arboretem. Na jaře zde rozkvétá velké množství rododendronů, azalek a dalších keřů i květin. Na podzim je k vidění mnoho různě zbarvených stromů.

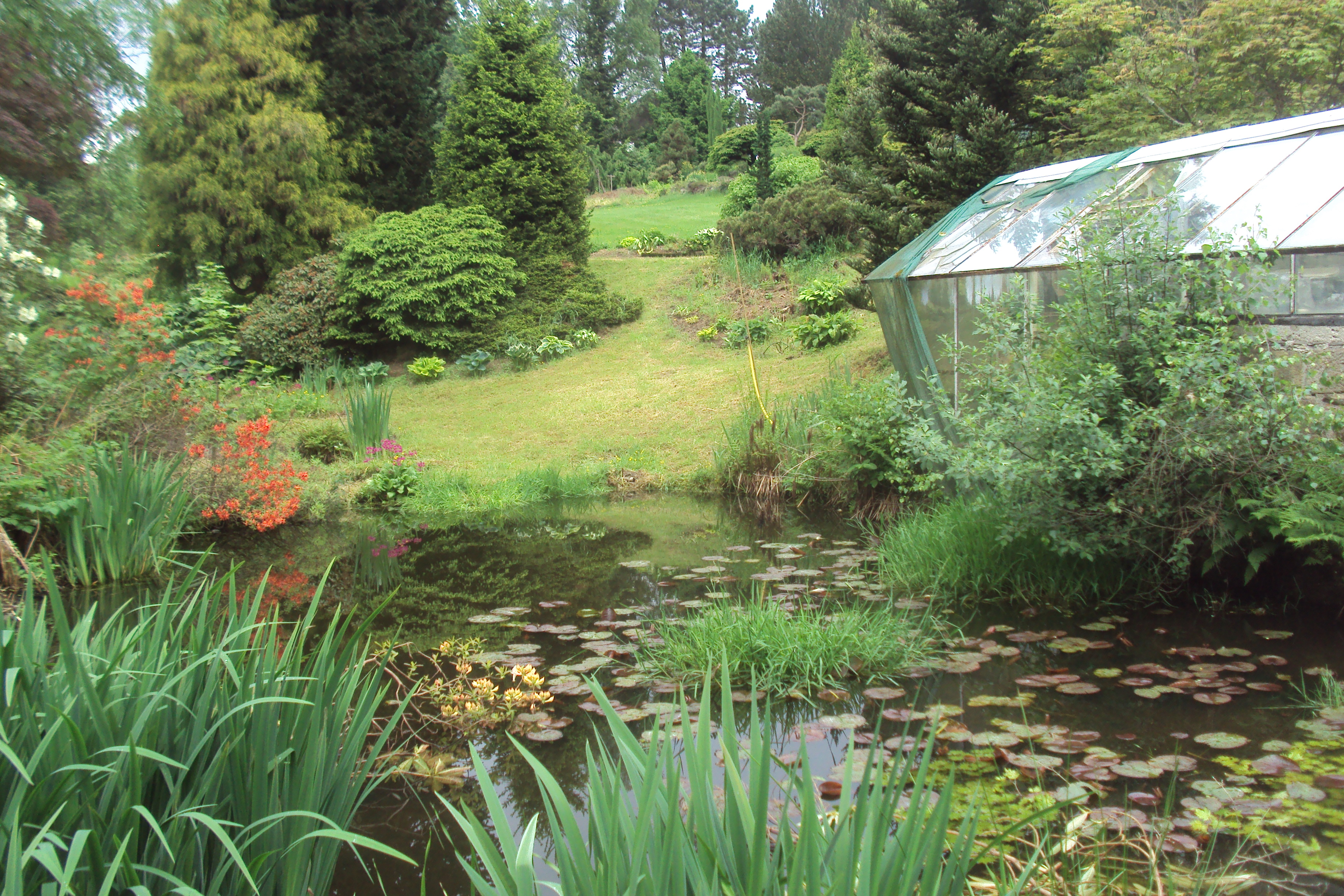
Uvnitř areálu

## Umístění
Přes arboretum vede turisticky nevyznačená cesta, na horním okraji je dřevěná dvoujazyčná šipka.
Cesta napříč arboretem vede podél zde pramenícího potoka, který je jedním z levých přítoků říčky Křinice. Spodní část cesty údolím se napojuje na Köglerovu naučnou stezku a červeně značenou turistickou trasu u Krásného Buku.